# رایکرسدورف
رایکرسدورف (به لاتین: Reikersdorf) یک منطقهٔ مسکونی در اتریش است که در زانکت پتر ام هرت واقع شده‌است. رایکرسدورف ۰٫۵۳۷ کیلومتر مربع مساحت و ۲۸۰ نفر جمعیت دارد و ۳۷۲ متر بالاتر از سطح دریا واقع شده‌است.